# Группа пользователей Linux
Группа пользователей Linux, LUG (от англ. Linux User Group) — некоммерческое, неформальное объединение пользователей операционных систем Linux. Основными целями группы пользователей чаще всего являются взаимная поддержка и обмен программным обеспечением.
Обычно группы создаются по территориальному признаку, например Московская группа пользователей Linux Архивная копия от 29 октября 2010 на Wayback Machine или Северо-Кавказская группа пользователей Linux Архивная копия от 17 декабря 2008 на Wayback Machine, а также по образовательным или иным признакам, например MIREA UNIX User Group Архивная копия от 4 декабря 2008 на Wayback Machine.

## Основная активность
Основная активность группы сосредоточена в списке рассылки или в социальных сетях. У многих сообществ есть своя интернет страница где публикуются официальные новости и деятельность сообщества. Члены группы периодически организуют встречи и семинары.
Часто пользователи в рамках группы распространяют дистрибутивы операционной системы GNU/Linux.

## Linux Installfest
Installfest (англ. installation — установка; англ. festival — фестиваль) — событие, обычно организуемое группами пользователей Linux или университетами, где пользователи собираются для совместной установки операционных систем, либо программного обеспечения на свои компьютеры. В качестве устанавливаемой операционной системы чаще всего выступает один из дистрибутивов Linux, с набором свободного программного обеспечения.
|                                            |
| Linux Installfest в Нижнем Новгороде, 2008 |

В целом формат проведения типичного Installfest направлен на формирование сообщества. Новички приходят со своими компьютерами и копиями операционных систем, которые бы они хотели установить, а более опытные пользователи помогают им в решении возникающих вопросов. Иногда на мероприятии раздаются флаеры и/или диски с дистрибутивами Linux. Некоторые организаторы просят принести с собой сетевые удлинители и свитчи.
|                                      |
| Linux InstallFest в Ставрополе, 2010 |

На Installfest приглашаются пользователи всех уровней, от новичков до экспертов. Installfest’ы разнятся от неформальной встречи для установки до фестиваля с едой, напитками, алкоголем и музыкой. Тон мероприятия и набор событий во время его проведения зависит от организаторов и спонсоров.

## Поиск групп пользователей Linux
Группы пользователей Linux можно искать по их местонахождению.
В России есть проект поддержки региональных групп пользователей Linux Архивная копия от 28 января 2005 на Wayback Machine. Кроме того, существует мировой реестр групп пользователей Linux.
На сайте Проекта GNU ведётся список групп пользователей GNU Архивная копия от 29 сентября 2007 на Wayback Machine, включая группы пользователей GNU/Linux, которые придерживаются в своих описаниях упоминания GNU.
- Алтайская группа пользователей Linux.
- Архангельская группа пользователей Linux.
- Белгородская группа пользователей Linux.
- Витебская группа пользователей Linux.
- Владивостокская группа пользователей Linux.
- Воронежская группа пользователей Linux.
- Гомельская группа пользователей Linux.
- Дагестанская группа пользователей Linux.
- Екатеринбургская группа пользователей Linux.
- Режевская группа пользователей Linux.
- Казанская группа пользователей Linux.
- Калининградская группа пользователей Linux.
- Каменск-Уральская группа пользователей Linux.
- Кемеровская группа пользователей GNU/Linux.
- Кировская группа пользователей Linux.
- Костромская группа пользователей GNU/Linux.
- Красноярская группа пользователей Linux.
- Луганская группа пользователей Linux.
- Минская группа пользователей Linux.
- Московская группа пользователей Linux.
- Нижегородская группа пользователей Linux.
- Новосибирская группа пользователей Linux.
- Омская группа пользователей Linux.
- Оренбургская группа пользователей Linux.
- Пермская группа пользователей Linux.
- Петрозаводская группа пользователей Linux.
- Полоцкая группа пользователей Linux.
- Рузская группа пользователей Linux.
- Самарская группа пользователей Linux.
- Санкт-Петербургская группа пользователей Linux.
- Саратовская группа пользователей Linux.
- Северо-Кавказская группа пользователей Linux.
- Серпуховская группа пользователей Linux.
- Смоленская группа пользователей Linux.
- Тульская группа пользователей Linux.
- Тюменская группа пользователей Linux.
- Ульяновская группа пользователей Linux.
- Усолье-Сибирская группа пользователей Linux.
- Челябинская группа пользователей Linux.
- Череповецкая группа пользователей Linux.
- Ярославская группа пользователей Linux.

## LoCo
LoCo (Local Community) — разновидность LUG, со специфической направленностью на поддержку именно дистрибутива Linux Ubuntu и Ubuntu Community.
LoCo создаются при активном участии Canonical Ltd., но независимо от неё.
Управляются избираемым советом Ubuntu Community Council.
В документах LoCo отдельно указывается на необходимость поддержки LUG, необходимость взаимодействия с LUG.
LoCo имеют более узкие задачи чем LUG, более формализованные правила работы и стремятся получить официальный статус.
Официально признанные LoCo располагают стандартными ресурсами.

### Список LoCo
- Австралия
- Австрия
- Аргентина
- Бангладеш  (недоступная ссылка с 14-05-2013 [4304 дня] — история)
- Бельгия
- Бразилия
- Великобритания
- Венгрия
- Венесуэла
- Канада
- Германия
- Греция
- Дания
- Индия
- Индонезия
- Иран
- Ирландия
- Израиль
- Испания и Латинская Америка
- Италия
- Казахстан
- Каталония
- Кипр
- Китай
- Колумбия
- Курдистан
- Нидерланды/Фландрия
- Никарагуа
- Норвегия
- Пакистан
- Панама
- Перу
- Польша
- Португалия
- Россия
- Румыния
- Сербия
- Словакия
- США/Аризона
- США/Вашингтон, DC
- США/Джорджия
- США/Кентукки
- США/Колорадо
- США/Массачусетс
- США/Мичиган
- США/Нью-Джерси
- США/Нью-Мексико
- США/Огайо
- США/Пенсильвания
- США/Флорида
- США/Чикаго, Иллинойс
- США/Юта
- Таиланд
- Тайвань
- TamilUlagam
- Тунис
- Уругвай
- Филиппины
- Финляндия
- Франция
- Хорватия
- Чехия
- Чили
- Швейцария
- Швеция
- ЮАР
- Япония